# موریتسه
موریتسه (به چکی: Mořice) یک منطقهٔ مسکونی در جمهوری چک است که در ناحیه پروستییوو واقع شده‌است.
 موریتسه ۴٫۵ کیلومتر مربع مساحت و ۴۸۰ نفر جمعیت دارد و ۲۰۶ متر بالاتر از سطح دریا واقع شده‌است.